# 康塞普西翁 (智利)
康塞普西翁（西班牙語：Concepción，西班牙語發音：[kon.sepˈsjon] ⓘ）是智利比奧比奧大區的首府，大康塞普西翁地區的中心，也是智利的工農業中心之一，人口為292,589人。

## 歷史
康塞普西翁由西班牙征服者佩德羅·德·巴爾迪維亞於1550年在比奧比奧河以北建立。

## 交通
主要機場為卡瑞爾蘇爾國際機場。
都會區的公共交通包括多條公交線路，以及稱為比奧列車的通勤鐵路系統。

## 友好城市
- 巴西卡斯卡韋爾
- 巴勒斯坦伯利恆
- 瓜亞基爾
- 阿根廷羅薩里奧
- 阿根廷拉普拉塔
- 新西兰奧克蘭
- 玻利维亚蘇克雷
- 委內瑞拉加拉加斯

## 地震
2010年2月27日当时时间3时34分（北京时间14时34分），该市发生强烈地震，震级最初报道为里氏規模8.3至8.5，后修正为8.8，地震震源位于海底59.4公里，地点位于智利马乌莱地区外海，震中该市东北方向115公里处，距智利首都圣地亚哥317公里。智利首都圣地亚哥和阿根廷部分城市有震感。地震持续了約10至90秒，并造成重大人员伤亡。

## 外部連結
- 官方网站